# 山岳部隊司令部 (スペイン陸軍)
「アラゴン」山岳部隊司令部（アラゴンさんがくぶたいしれいぶ、スペイン語：Jefatura Tropas de Montaña "Aragón"、略語：JTM）は、スペイン陸軍の旅団級司令部の一つで山岳戦専門部隊を指揮系統下に治めている。司令部はアラゴン州ウエスカ県ハカのサン・ベルナルド兵営に所在している。

## 歴史
1966年2月1日に国軍参謀本郡一般命令165/142に基づき高山旅団（BRIAM）が編成され、伝統精神を維持すべく第51および第52師団の山岳猟兵部隊が指揮下におかれる。1986年に第4「ウルヘル」山岳師団隷下の第42高山猟兵旅団に改称され、1996年7月1日にノルテ計画により旅団は陸軍機動部隊の枠組の下で第1「アラゴン」猟兵旅団（BRCZM）に改編される。1990年代中期からは北大西洋条約機構加盟国毎の司令部機能と同様に高即応部隊の一角として改編がなされ、毎年の国際的演習に参加する。
これまでに5,000人以上の将兵がボスニア、コソボ、アルバニアおよびアフガニスタンでの平和維持活動に従事している。旅団によるその他の活動や演習は1980年3月から1982年7月に実施されたアラサン作戦、1981年と1995年冬にハカで開催されたユニバーシアードや1992年に開催されたバルセロナオリンピックの支援、1996年8月にラス・ニエベス（Las Nieves）の大災害、ヨーロッパ・ユースオリンピック・フェスティバル07、ノルマ・ヘネラル05/07などがある。
2008年1月1日に旅団は山岳部隊司令部に改編され、山岳部隊に縁のあるアラゴンが命名される。2008年上半期には欧州連合の共通安全保障防衛政策の下での欧州連合戦闘群に参加するため部隊を提供する。2008年11月から2009年3月までアフガニスタンでの第21次アフガニスタン派遣スペイン軍（ASPFOR XXI）に参加し、ヘラート支援前進基地で待機する即応部隊やバードギース州担当地方復興チームの一部を構成した。2009年には第24次アフガニスタン派遣スペイン軍（XXIV ASPFOR）としてR/A作戦に参加し再度派遣される。

## 編制
- 部隊司令部および司令部大隊　在ウエスカ県ハカ
- 第64山岳猟兵連隊「ガリシア」　在ウエスカ県ハカ
  - 第64山岳猟兵連隊第1大隊「ピリネオス」　在ウエスカ県ハカ
  - 第64山岳猟兵連隊第1スキー登攀中隊
- 第66山岳猟兵連隊「アメリカ」　在ナバーラ県アイソアイン
  - 第66山岳猟兵連隊第2大隊「モンテフーラ」　在ナバーラ県アイソアイン
- 第62山岳猟兵連隊「アラピレス」　在ジローナ県サン・クレメンテ・デ・サセバス
  - 第62山岳猟兵連隊第3大隊「バダホス」　在ジローナ県サン・クレメンテ・デ・サセバス
  - 第62山岳猟兵連隊第4大隊「バルセロナ」　在バルセロナ県バルセロナ